# Anne Renée
Pour les articles homonymes, voir Kirouac.
Anne Renée est une chanteuse populaire québécoise, née à Laval (Québec), le 24 août 1950.

## Biographie
Anne Renée fait ses débuts dans la chanson en 1964 sous son vrai nom : Manon Kirouac. Elle connaît quelques succès sur disques jusqu'en 1968, puis elle décide de terminer ses études. Par la suite elle revient à la chanson populaire sous le nom d'Anne Renée. C'est son ami, le chanteur Johnny Farago, qui la présente au producteur Guy Cloutier qui décide de la prendre sous son aile. Elle devient alors l'une des chanteuses les plus populaires de la scène québécoise avec des hits comme Un amour d'adolescent (traduction d'une chanson de Paul Anka, Puppy Love) et On trouve l'amour (de l'auteur compositeur François Bernard (SOCAN)). C'est aussi à cette époque qu'elle tombe amoureuse de l'associé de Cloutier, René Angélil, qu'elle épouse en 1973 et dont elle a deux enfants, Jean-Pierre et Anne-Marie. Sa carrière musicale se termine en 1979. Elle anime alors pendant deux ans l'émission Les Tannants avec Pierre Marcotte. Elle quitte ensuite définitivement la scène artistique.

## Vie privée
Anne Renée et René Angélil divorcent en 1985. Leur fille Anne-Marie épousera le chanteur Marc Dupré en 2000 ; ces derniers se séparent en 2023.

## Discographie

### 45 tours sous le nom de Manon Kirouac
- 1965 - Ding dong / Ta vallée lointaine
- 1966 - C'est le temps de l'école / Il y avait la lune
- 1966 - Je veux chanter / Danser le sloopy
- 1967 - L'école à gogo / Si vous connaissez quelque chose de pire qu'un vampire
- 1967 - Les filles / Mon cœur n'est pas à vendre
- 1968 - Le mariage / La première valse
- 1969 - Je suis ton amie / Une fille et un garçon (avec Gilles Rousseau)

### 45 tours sous le nom d'Anne Renée
- 1970 - Le jonc d'amitié / Pas de mariage (septembre 1970)
- 1971 - Un jour, l'amour viendra / Toute petite (hiver 1971)
- 1971 - Qu'il est pénible d'aimer / Instrumental (printemps 1971)
- 1971 - Dis-moi, maman / Puisqu'il faut se quitter (juin 1971)
- 1972 - Un amour d'adolescent / Toi et moi (mai 1972)
- 1972 - Vacances d'été / L'été sur la plage (avec Johnny Farago) (juin 1972)
- 1972 - L'été est là / Copacabana (avec Johnny Farago, Patrick Zabé, René Simard et Gilles Girard) (été 1972)
- 1972 - On trouve l'amour / Pancho (septembre 1972 - auteur-compositeur François Bernard SOCAN)
- 1972 - Pour la première fois, Noël sera gris /Noël blanc (décembre 1972)
- 1973 - Symphonie d'amour / Pedro Gomez (avril 1973 auteur-compositeur François Bernard SOCAN )
- 1973 - Symphonie d'amour / Instrumental
- 1973 - Quand j'étais une enfant / Tu ne sais pas ce qu'est l'amour (juillet 1973)
- 1973 - Ça nous fait pleurer / Aujourd'hui (décembre 1973)
- 1974 - Il est là, mon enfant / Sur le bord de ma tasse de café (mars 1974)
- 1974 - Je veux savoir / Aujourd'hui (juillet 1974)
- 1974 - Une nuit dans tes bras / Aujourd'hui (décembre 1974)
- 1975 - Le docteur m'a dit / Toute petite (avril 1975)
- 1975 - Un jeu d'fou / Sur le bord de ma tasse de café (novembre 1975)
- 1976 - Embrasse-le / Instrumental
- 1976 - Hasta Manana / Aujourd'hui (octobre 1976)
- 1977 - Une dose de rock'n roll / Aujourd'hui c'est ta fête (février 1977)
- 1977 - Tu remplis ma vie / Une dose de rock'n roll (février 1978)
- 1978 - Je ne sais pas / Instrumental

### Albums 33 tours  et CD
- 1972 - Cadeau de Noël
- 1972 - Un amour d'adolescent
- 1973 - Quand j'étais une enfant
- 1980 - Anne Renée
- 2000 - Anne Renée: Un amour d'adolescent (compilation)